# Levin Karl Christian Kotzebue
Levin Karl Christian, auch: Christoph, Kotzebue (* 8. Januar 1727 in Braunschweig; † 17. Oktober 1761 in Weimar) war unter Anna Amalia in diplomatischen Diensten.
Carl Christian Kotzebue war als Sohn des Juristen und Kaufherren Johann Ludwig Kotzebue (1694–1730) in Braunschweig geboren. Er diente als Kanzleisekretär am Hof von Karl I. von Braunschweig-Wolfenbüttel und wurde im Herbst 1758 von Braunschweig nach Weimar entsendet. Carl Christian Kotzebue kam mit seiner Schwester Amalie Dorothea nach Weimar. Er war zunächst Kabinettsekretär der jungen Herzogin Anna Amalia und stieg im nächsten Jahr zum herzoglich-sächsischen Legationsrat und Geheimen Referendar auf.
Der Name Kotzebue bezieht sich auf das altmärkische Kossebau, woraus der etwas befremdliche Name herrührt. Seine Vorfahren waren zunächst Bauern, gehörten aber bald im nahen Stendal zu den Rats- und Kaufmannsfamilien. Ebenso wie seine Frau Christine Kotzebue, geb. Krüger (1736–1828) gehörte er zur bürgerlichen Oberschicht. Die Familie Kotzebue bewohnte das Gelbe Schloss in Weimar. Seine Schwägerin Juliane Krüger war mit dem Schriftsteller Johann Karl August Musäus verheiratet.
Carl Christian Kotzebue verstarb 34-jährig im Geburtsjahr des jüngsten Sohnes und hinterließ drei Kinder: Carl Ludwig Anton (1758–1832), Karoline Amalie (1759–1844) und August Friedrich Ferdinand. Der letztgenannte Sohn wurde als August von Kotzebue Theaterautor und als Diplomat in russischen Diensten 1819 in Mannheim durch den Burschenschafter Carl Ludwig Sand ermordet.